# Charina
Charina är ett släkte av ormar. Charina ingår i familjen boaormar.
Arterna är med en längd upp till 75 cm eller ibland upp till 150 cm små till medelstora ormar. De har en tjock bål och en kort svans.
Dessa ormar förekommer i Nordamerika och de vistas oftast i barrskogar. Individerna gömmer sig gärna under trädstammar som ligger på marken, under lösa barkskivor eller under annan bråte. De jagar små däggdjur. Honor lägger inga ägg utan föder levande ungar.
Arter enligt Catalogue of Life:
- Charina bottae
- Charina trivirgata

The Reptile Database flyttar Charina trivirgata till släktet Lichanura och listar istället Charina umbratica i släktet Charina.